# Eccellenza Puglia 1991-1992
Il campionato italiano di calcio di Eccellenza regionale 1991-1992 è stato il primo organizzato in Italia. Rappresenta il sesto livello del calcio italiano.
Questo è il campionato organizzato dal Comitato Regionale Puglia.
Da questa stagione il Comitato Regionale Pugliese diventa Comitato Regionale Puglia.

## Aggiornamenti
La Società Sportiva Canosa è stata ammessa al Campionato Interregionale 1991-1992.

## Squadre partecipanti
| Club                             | Città                    |
| -------------------------------- | ------------------------ |
| Pol. Ars et Labor Grottaglie,    | Grottaglie (TA)          |
| A.S. Castellana                  | Castellana Grotte (BA)   |
| S.S. Francavilla Calcio          | Francavilla Fontana (TA) |
| U.S. Galatone                    | Galatone (LE)            |
| U.S. Garganica Monte Sant'Angelo | Monte Sant'Angelo (FG)   |
| A.S. Leporano                    | Leporano (TA)            |
| U.S. Lucera                      | Lucera (FG)              |
| S.S. Manfredonia Calcio          | Manfredonia (FG)         |
| Pol. Noci                        | Noci (BA)                |
| U.S. Novoli                      | Novoli (LE)              |
| A.C. Ostuni Sport                | Ostuni (BR)              |
| U.S. Squinzano                   | Squinzano (LE)           |
| A.S. Terlizzi                    | Terlizzi (BA)            |
| U.S. Toma Maglie                 | Maglie (LE)              |
| U.S. Torremaggiore               | Torremaggiore (FG)       |
| U.S. Tricase                     | Tricase (LE)             |

## Classifica finale
|  | Pos. | Squadra        | Pt | G  | V  | N  | P  | GF | GS | DR  |
|  | ---- | -------------- | -- | -- | -- | -- | -- | -- | -- | --- |
|  | 1.   | Noci           | 52 | 30 | 22 | 8  | 0  | 75 | 12 | +63 |
|  | 2.   | Novoli         | 40 | 30 | 16 | 8  | 6  | 37 | 28 | +9  |
|  | 3.   | Squinzano      | 38 | 30 | 13 | 12 | 5  | 34 | 17 | +17 |
|  | 4.   | Torremaggiore  | 33 | 30 | 11 | 11 | 8  | 36 | 34 | +2  |
|  | 5.   | Manfredonia    | 32 | 30 | 10 | 12 | 8  | 23 | 21 | +2  |
|  | 6.   | Monte S.Angelo | 32 | 30 | 10 | 12 | 8  | 23 | 29 | -6  |
|  | 7.   | Castellana     | 30 | 30 | 9  | 12 | 9  | 30 | 29 | +1  |
|  | 8.   | Grottaglie     | 29 | 30 | 9  | 11 | 10 | 26 | 21 | +5  |
|  | 9.   | Galatone       | 28 | 30 | 10 | 8  | 12 | 25 | 26 | -1  |
|  | 10.  | Toma Maglie    | 28 | 30 | 9  | 10 | 11 | 31 | 32 | -1  |
|  | 11.  | Francavilla    | 27 | 30 | 5  | 17 | 8  | 14 | 16 | -2  |
|  | 12.  | Lucera         | 27 | 30 | 7  | 13 | 10 | 27 | 31 | -4  |
|  | 13.  | Tricase        | 26 | 30 | 6  | 14 | 10 | 26 | 32 | -6  |
|  | 14.  | Terlizzi (-1)  | 26 | 30 | 7  | 13 | 10 | 19 | 27 | -8  |
|  | 15.  | Ostuni         | 22 | 30 | 6  | 10 | 14 | 19 | 33 | -14 |
|  | 16.  | Leporano       | 9  | 30 | 1  | 7  | 22 | 7  | 64 | -57 |

Legenda:
      Promosso nel Campionato Nazionale Dilettanti 1992-1993.
      Retrocesso in Promozione Puglia 1992-1993.
 Promozione diretta.
 Retrocessione diretta.
Note:
Due punti a vittoria, uno a pareggio, zero a sconfitta.
Il Terlizzi è stato penalizzato con la sottrazione di 1 punto in classifica.

## Fonti e bibliografia
- Annuario 1990-91 della F.I.G.C. - Roma (1991) conservato presso:
  - tutti i Comitati Regionali F.I.G.C.-L.N.D.:
  - la Lega Nazionale Professionisti a Milano;
  - la Biblioteca Nazionale Centrale di Firenze.